# Paul Kirschstein
Friedrich Julius Paul Kirschstein (* 15. Oktober 1863 in Barmen (heute Stadtteil von Wuppertal); † 3. Juli 1930 in Freiburg im Breisgau) war ein deutscher Verwaltungsjurist und Ministerialbeamter.

## Leben
Nach dem Studium der Rechtswissenschaften und der Promotion zum Dr. jur. trat er 1885 in den Justiz- und Verwaltungsdienst von Preußen ein und wurde 1888 zunächst Regierungsreferendar und 1891 zum Regierungsassessor befördert. 1894 wurde er Hilfsarbeiter im Landratsamt Köln und anschließend im Oberpräsidium der Rheinprovinz, ehe er zwischen 1899 und 1900 Landrat des Kreises Gummersbach war. 1907 trat er als Geheimer Regierungsrat und Vortragender Rat in das Ministerium der öffentlichen Arbeiten von Preußen und wurde dort 1912 zum Geheimen Oberregierungsrat befördert.
1917 wurde er Regierungspräsident des Regierungsbezirks Posen. Er war zugleich letzter Regierungspräsident von Posen, da nach dem Ende des Ersten Weltkriegs der Großteil des Regierungsbezirks gemäß den Bestimmungen des Versailler Friedensvertrages an Polen abgetreten werden musste. Aus diesem Grund kehrte er 1919 zunächst in Ministerium für öffentliche Arbeiten von Preußen zurück, in dem er Ministerialdirektor sowie Stellvertretender Bevollmächtigter Preußens beim Reichsrat wurde.
Am 1. September 1920 wechselte er als Nachfolger von Max Peters als Ministerialdirektor und Leiter der Abteilung Wasserstraßen in das Reichsverkehrsministerium. 1921 erfolgte dort seine Berufung zum Staatssekretär unter Beibehaltung der Leitung der Abteilung Wasserstraßen. Nachdem er 1923 zunächst in den einstweiligen Ruhestand versetzt worden war, erfolgte 1924 schließlich seine endgültige Verabschiedung aus dem aktiven Dienst.
Der 1918 verunglückte deutsche Jagdflieger Hans Kirschstein, Nachfolger von Manfred von Richthofen in dessen Jagdgeschwader, war ein Sohn von Paul Kirschstein. Der zweite Sohn, Hellmut, wurde 1940 in der NS-Tötungsanstalt Grafeneck aufgrund seiner Erkrankung ermordet.